# Krasnobakovskij rajon
Il Krasnobakovskij rajon (in russo Краснобаковский район?) è un rajon dell'Oblast' di Nižnij Novgorod, nella Russia europea; il capoluogo è Krasnye Baki.